# パリ〜ルーベ2012
パリ〜ルーベ2012は、パリ〜ルーベの110回目のレース。2012年4月8日に行われ、53kmを独走したトム・ボーネンが、2位のセバスティアン・テュルゴに1分39秒の差をつける圧勝劇を演じ、ロジェ・デ・フラーミンクと並ぶ、同レース史上最多の4回目の優勝を果たした。
なお、コース途中にあるパヴェ（石畳）のセクターについては、

## 参加チーム

### UCIプロチーム
| チーム名                             | 国籍           | コード |
| ------------------------------------ | -------------- | ------ |
| AG2R・ラ・モンディアル               | フランス       | ALM    |
| アスタナ                             | カザフスタン   | AST    |
| BMC・レーシングチーム                | アメリカ合衆国 | BMC    |
| エウスカルテル・エウスカディ         | スペイン       | EUS    |
| FDJ・ビッグマット                    | フランス       | FDJ    |
| ガーミン・バラクーダ                 | アメリカ合衆国 | GRM    |
| グリーンエッジ                       | オーストラリア | GEC    |
| チーム・カチューシャ                 | ロシア         | KAT    |
| ランプレ・ISD                        | イタリア       | LAM    |
| リクイガス・キャノンデール           | イタリア       | LIQ    |
| ロット・ベリソル                     | ベルギー       | LTB    |
| モビスター・チーム                   | スペイン       | MOV    |
| オメガファーマ・クイックステップ     | ベルギー       | OPQ    |
| ラボバンク                           | オランダ       | RAB    |
| レディオシャック・ニッサン・トレック | ルクセンブルク | RNT    |
| チーム・サクソバンク                 | デンマーク     | SAX    |
| チーム・スカイ                       | イギリス       | SKY    |
| ヴァカンソレイユ・DCM                | オランダ       | VCD    |

### 招待チーム
- アルゴス・シマノ（ オランダ・ARG）
- ブルターニュ・シュラー（ フランス・BSC）
- コフィディス（ フランス・COF）
- チーム・ヨーロッパカー（ フランス・EUC）
- ファルネーゼ・ヴィーニ - セッレ・イターリア（ イタリア・FAR）
- チーム・ネタップ（ ドイツ・APP）
- ソル・ソジャスュン（ フランス・SAU）

## 結果
- コンピエーニュ〜ルーベ 257.5km

| 順位 | 選手名                       | 国籍           | チーム                           | 時間          |
| ---- | ---------------------------- | -------------- | -------------------------------- | ------------- |
| 1    | トム・ボーネン               | ベルギー       | オメガファーマ・クイックステップ | 5時間55分22秒 |
| 2    | セバスティアン・テュルゴ     | フランス       | チーム・ヨーロッパカー           | +1分39秒      |
| 3    | アレッサンドロ・バッラン     | イタリア       | BMC・レーシングチーム            | 同            |
| 4    | フアン・アントニオ・フレチャ | スペイン       | チーム・スカイ                   | 同            |
| 5    | ニキ・テルプストラ           | オランダ       | オメガファーマ・クイックステップ | 同            |
| 6    | ラース・ボーム               | オランダ       | ラボバンク                       | +1分43秒      |
| 7    | マッテオ・トザット           | イタリア       | チーム・サクソバンク             | +3分31秒      |
| 8    | マシュー・ヘイマン           | オーストラリア | チーム・スカイ                   | 同            |
| 9    | ヨハン・ファンスュメレン     | ベルギー       | ガーミン・バラクーダ             | 同            |
| 10   | マールテン・ワイナンツ       | ベルギー       | ラボバンク                       | 同            |